# Nova Zagora
Nova Zagora (búlgaro: Нова Загора) é uma cidade  da Bulgária localizada no distrito de Sliven.

## População
| Nova Zagora | Nova Zagora | Nova Zagora | Nova Zagora | Nova Zagora | Nova Zagora | Nova Zagora | Nova Zagora | Nova Zagora | Nova Zagora | Nova Zagora | Nova Zagora | Nova Zagora | Nova Zagora | Nova Zagora | Nova Zagora | Nova Zagora | Nova Zagora | Nova Zagora | Nova Zagora |
| --- | ----------- | ----------- | ----------- | ----------- | ----------- | ----------- | ----------- | ----------- | ----------- | ----------- | ----------- | ----------- | ----------- | ----------- | ----------- | ----------- | ----------- | ----------- | ----------- |
| Ano | 1887        | 1910        | 1934        | 1946        | 1956        | 1965        | 1975        | 1985        | 1992        | 2001        | 2002        | 2003        | 2004        | 2005        | 2006        | 2007        | 2008        | 2009        | 2010        |
| População |             |             |             | 10,988      | 14,892      | 19,258      | 21,887      | 25,202      | 26,260      | 25,220      | 25,130      | 24,959      | 24,456      | 24,276      | 24,123      | 24,140      | 23,803      | 23,704      | 23,625      |
| Fontes: Instituto Nacional de Estatísticas, „citypopulation.de“, „pop-stat.mashke.org“, Bulgarian Academy of Sciences |             |             |             |             |             |             |             |             |             |             |             |             |             |             |             |             |             |             |             |